# 롯데첨단소재
롯데첨단소재(Lotte Advanced Materials)는 2016년 2월 1일에 분할하여 설립된 대한민국의 화학 기업이다.

## 연혁
- 2016년 2월 1일 SDI케미칼주식회사 설립
- 2016년 5월 7일 롯데첨단소재로 상호 변경
- 2020년 1월 2일 롯데케미칼에 흡수합병됨